# Nino Farina
(Enzo Ferrari, dal libro Piloti che gente...)
Giuseppe Emilio Farina, detto Nino (Torino, 30 ottobre 1906 – Aiguebelle, 30 giugno 1966), è stato un pilota automobilistico italiano, vincitore del titolo di campione del mondo di Formula 1 nel 1950.
Celeberrimo per essere stato, nel 1950, il primo campione del mondo di Formula 1 moderna (e vincitore, sempre in quell'anno, del primo Gran Premio nella storia della Formula 1, oltre ad ottenere la prima pole position), era anche noto alle cronache mondane per alcuni comportamenti, dentro e fuori dai circuiti, in quegli anni considerati "eccessivi". Si ricorda, ad esempio, il vezzo di correre con un sigaro cubano in bocca, oltre alla sua passione per le donne. Si laureò in Scienze Politiche.
Suo padre Giovanni era il fondatore degli "Stabilimenti Farina", una delle più antiche ed importanti carrozzerie automobilistiche dell'epoca, mentre suo zio era Battista Farina, a sua volta fondatore della più famosa Pininfarina. 
Morì nel 1966 a 59 anni in un incidente stradale presso Aiguebelle, uscendo di strada in una curva presa ad alta velocità con la sua Ford Cortina Lotus, mentre si stava recando a Ginevra per impegni di lavoro.

## Carriera

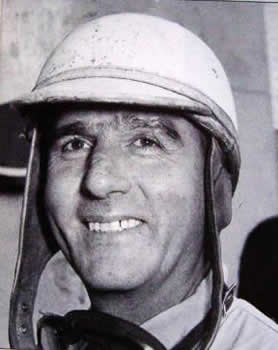
Farina prima di una gara

Farina disputò la prima gara nel 1925 su una Chiribiri, la Aosta-Gran San Bernardo, terminata con un incidente. Nel 1933 corse per la Maserati stringendo un buon rapporto con Tazio Nuvolari. Nel 1936 fu chiamato da Enzo Ferrari alla Scuderia Ferrari giungendo secondo alla Mille Miglia di quello stesso anno. Nella prima parte della carriera Farina dimostrò un'eccessiva aggressività collezionando numerosi ritiri; per sua ammissione fu Nuvolari a farlo crescere. Il 25 aprile 1937 al Gran Premio di Napoli colse il primo successo su una Alfa Romeo 12C. Nel 1938 al Gran Premio d'Italia fu secondo in una gara valida per il Campionato Europeo alle spalle di Nuvolari e davanti alla Mercedes di Von Brauchitsch. Nel 1939 corse con la nuova Alfa Romeo 158 progettata per il campionato europeo, nella categoria Voiturette giungendo primo al Gran Premio di Svizzera nella categoria. Dopo la  guerra, Farina tornò alle corse e nel 1946 vinse il I Gran Premio delle Nazioni sulla 158. Nel 1948 dominò il  Gran Premio di Monaco (una delle 5 grandi prove di quell'anno) realizzando un Hat Trick a bordo di una Maserati 4CLT; vinse quell'anno anche il Gran Premio delle Nazioni sempre su Maserati e il Gran Premio sul Circuito del Garda con una Ferrari 125 F1 (prima vittoria di una Ferrari). Il 1949 vinse solo al Gran Premio di Losanna su Maserati.

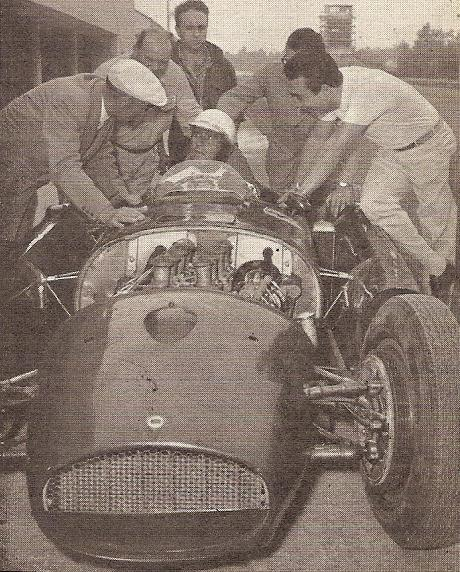
Nino Farina, su una Lancia D50 durante le prove nel 1955 sul Circuito di Monza; a fianco Eugenio Castellotti.

Farina esordì nel primo gran premio della storia del mondiale, il 3rd British Grand Prix a Silverstone, riuscendo a partire in pole position, marcare il giro più veloce e vincere. Su una Alfa Romeo 158 ufficiale, la Alfa Romeo Spa, Farina precedette i compagni Luigi Fagioli e Reg Parnell, un trionfo per la casa automobilistica italiana. Il quarto pilota, il grande Juan Manuel Fangio, si ritirò al 62º giro.
Il calendario mondiale prevedeva per il 1950 sette eventi: Farina partecipò a sei, saltando la 500 Miglia di Indianapolis (Indianapolis International Motor Sweepstakes), gara praticamente riservata ai piloti statunitensi. Oltre alla vittoria nel gran premio inaugurale, il pilota italiano vinse anche il gran premio di Svizzera e quello d'Italia, marcando altri due giri veloci (che al tempo davano 1 pt) e una pole position. Grazie alla vittoria a Monza, ultima gara del mondiale, Farina finì primo in graduatoria con 30 punti, davanti a Fangio (27 pt) e Fagioli (24 pt).
Nel 1951 Farina partecipò, su una Alfa Romeo 159 ufficiale, ad 8 dei 9 gran premi mondiali, saltando ancora la 500 Miglia di Indianapolis. Il campionato fu una lotta tra l'Alfa Romeo e la Ferrari. Farina fu 4º (19 punti), e Fangio (31 punti) primo sul ferrarista Alberto Ascari (25 punti) all'ultima gara. Farina vinse e fu terzo in 3 occasioni (una volta in coabitazione con Felice Bonetto), marcando un giro più veloce. Il gran premio del Belgio, la gara vinta da Farina, entrò nella storia della Formula 1: la gara fu pesantemente condizionata dall'usura delle gomme, con le Ferrari costrette a cambiarle cinque volte e le Alfa Romeo otto.
Nel 1952 la Formula 1 adottò il regolamento della Formula 2 ma il ritiro dell'Alfa Romeo lasciò solo la Ferrari in grado di allestire una F1. Si decise quindi di cambiare le regole: la Ferrari, con il modello 500, dominò la stagione, con sette vittorie su 8 gran premi. Farina, passato alla Ferrari, fu secondo 4 volte, finendo 2º (con 25 punti) alle spalle di Ascari, compagno di squadra e dominatore della stagione.
Farina rimase alla Ferrari anche nelle stagioni 1953, 1954 e 1955. Nel 1953, su una Ferrari 500 F2, corse sette gran premi, vincendo in Germania al Nürburgring; fu tre volte secondo ed una terzo, segnando pure una pole position. Al Gran premio di Svizzera, pochi giorni dopo il trionfo tedesco, Farina si trovava in testa; con le Ferrari sicure della tripletta, i box ordinarono di mantenere le posizioni: Farina, Mike Hawthorn e Ascari, che non ci stette e vinse gara e titolo.
Anche nel gran premio d'Italia Farina vede sfumare la possibilità di vincere la gara: Ascari è al comando sull'ultima curva, pressato appunto da Farina e da Fangio (su Maserati), quando perde il controllo della sua macchina e va in testa coda. Farina è costretto però a saltare sul prato per evitare il compagno di squadra, lasciando la vittoria a Fangio. In una stagione tanto movimentata trovano spazio purtroppo anche note negative: nella prova inaugurale, il gran premio di Argentina, Farina travolge alcuni spettatori assiepati lungo il ciglio della strada; il bilancio, comprensivo dell'incidente causato dalla Gordini di Robert Manzon, fu di dieci morti e trenta feriti gravi. Il presidente dell'Argentina Perón aveva decretato l'accesso gratuito al circuito.
Nella graduatoria fu 3º con 26 punti, preceduto dal compagno di squadra Ascari (al secondo titolo) e da Fangio.
Nel 1954 il mondiale riapre le porte alle vere Formula 1. Farina prende parte, alla guida di una Ferrari, a due soli gran premi, giungendo secondo in quello inaugurale di Argentina. Proprio questo evento è il primo caso di ricorso post-gara respinto: per un cambio gomme Fangio, vincitore della gara su Maserati, utilizza ben cinque meccanici al posto dei tre previsti dal regolamento. La Ferrari, certa della vittoria a tavolino, suggerisce a Farina e González di non forzare. Il reclamo di Maranello è però respinto sia dagli organizzatori che, più tardi, dalla FIA. Nell'altro gran premio stagionale, Farina guida con un tutore di cuoio al braccio destro, fratturato in occasione della Mille Miglia.
Nella stagione 1955 Farina fece tre gran premi conquistando un curioso record. Il gran premio di Argentina, gara inaugurale, fu ricordato per il grande numero di cambi di pilota, 15, dovuti sia al caldo (35 gradi all'ombra e 55 sul circuito), che alla stanchezza: Farina, per il gioco dei cambi, fu secondo (con González e Trintignant) e terzo (con Maglioli e Trintignant). La vettura era una Ferrari 625, la stessa con cui Farina fu 3° in Belgio. L'ultima presenza di Farina in Formula 1 è il gran premio d'Italia: schierato dalla Ferrari con le vetture rilevate dalla Lancia in seguito all'incidente mortale di Ascari, non prese parte alla gara per problemi alle gomme.
L'anno successivo partecipò alla 500 Miglia di Indianapolis con la Bardahl Ferrari Experimental, una monoposto assemblata dalla OSCA, motore Ferrari tipo 446 su telaio Kurtis Kraft. La qualificazione fallì a causa delle difficoltà nella messa a punto dell'impianto di iniezione meccanica Hilborn.
Il 30 giugno 1966, mentre era in viaggio verso il Circuito di Reims-Gueux per assistere al Gran Premio di Francia, nei pressi del villaggio di Aiguebelle, vicino a Chambéry, si schiantò contro un albero a bordo della sua Ford Cortina Lotus.
Nino Farina è sepolto al Cimitero monumentale di Torino.

## Palmarès
- Campionato italiano assoluto di velocità (1937, 1938, 1939 e 1950)
- Campionato italiano di Formula 2 (1952, 1953)
- Campionato mondiale di Formula 1 (1950)
- Gran Premio del Belgio (1951)
- Gran Premio di Germania (1953)
- Gran Premio di Gran Bretagna (1950)
- Gran Premio d'Italia (1950)
- Gran Premio di Monaco (1948)
- Gran Premio di Svizzera (1950)
- 1000 km di Buenos Aires (1954)
- 1000 km del Nürburgring (1953)
- 24 Ore di Spa (1953)

## Risultati

### Formula 1
Note Tra parentesi sono indicati i punti ottenuti prima degli scarti. In caso di condivisione della vettura con altri piloti viene indicato solo il risultato migliore (Italia 1951, Svizzera 1952 e Argentina 1955).
| 1950 | Scuderia   | Vettura |   |     |  |   |   |   |   |  |  | Punti | Pos. |
| ---- | ---------- | ------- | - | --- |  | - | - | - | - |  |  | ----- | ---- |
| 1950 | Alfa Romeo | 158 159 | 1 | Rit |  | 1 | 4 | 7 | 1 |  |  | 30    | 1º   |

| 1951 | Scuderia   | Vettura |   |  |   |   |     |     |   |   |  | Punti   | Pos. |
| ---- | ---------- | ------- | - |  | - | - | --- | --- | - | - |  | ------- | ---- |
| 1951 | Alfa Romeo | 159     | 3 |  | 1 | 5 | Rit | Rit | 3 | 3 |  | 19 (22) | 4º   |

| 1952 | Scuderia | Vettura |     |  |   |   |   |   |   |   |  | Punti   | Pos. |
| ---- | -------- | ------- | --- |  | - | - | - | - | - | - |  | ------- | ---- |
| 1952 | Ferrari  | 500 F2  | Rit |  | 2 | 2 | 6 | 2 | 2 | 4 |  | 24 (27) | 2º   |

| 1953 | Scuderia | Vettura |     |  |   |     |   |   |   |   |   | Punti   | Pos. |
| ---- | -------- | ------- | --- |  | - | --- | - | - | - | - | - | ------- | ---- |
| 1953 | Ferrari  | 500 F2  | Rit |  | 2 | Rit | 5 | 3 | 1 | 2 | 2 | 26 (32) | 3º   |

| 1954 | Scuderia | Vettura       |   |  |     |  |  |  |  |  |  | Punti | Pos. |
| ---- | -------- | ------------- | - |  | --- |  |  |  |  |  |  | ----- | ---- |
| 1954 | Ferrari  | 625 F1 553 F1 | 2 |  | Rit |  |  |  |  |  |  | 6     | 8º   |

| 1955 | Scuderia | Vettura           |   |   |  |   |  |  |    |  |  | Punti | Pos. |
| ---- | -------- | ----------------- | - | - |  | - |  |  | -- |  |  | ----- | ---- |
| 1955 | Ferrari  | 625 F1 555 F1 D50 | 2 | 4 |  | 3 |  |  | NP |  |  | 10,33 | 5º   |

| 1956 | Scuderia        | Vettura                 |  |  |    |  |  |  |  |  |  | Punti | Pos. |
| ---- | --------------- | ----------------------- |  |  | -- |  |  |  |  |  |  | ----- | ---- |
| 1956 | Ferrari Bardahl | Ferrari Bardahl Special |  |  | SP |  |  |  |  |  |  | -     |      |

| 1957 | Scuderia        | Vettura |  |  |    |  |  |  |  |  |  | Punti | Pos. |
| ---- | --------------- | ------- |  |  | -- |  |  |  |  |  |  | ----- | ---- |
| 1957 | Giuseppe Farina | 500D    |  |  | SP |  |  |  |  |  |  | -     |      |

| Legenda | 1º posto     | 2º posto | 3º posto    | A punti         | Senza punti/Non class.  | Grassetto – Pole position Corsivo – Giro più veloce |
| Legenda | Squalificato | Ritirato | Non partito | Non qualificato | Solo prove/Terzo pilota | Grassetto – Pole position Corsivo – Giro più veloce |

### Campionato europeo di automobilismo
| 1935    | Scuderia           | Vettura                                 | MON | FRA | BEL | GER | SVI | ITA | SPA | Punti | Posizione |
| ------- | ------------------ | --------------------------------------- | --- | --- | --- | --- | --- | --- | --- | ----- | --------- |
| 1935    | Gino Rovere        | Maserati 6C 34                          | Rit | -   | -   | -   | 8   | -   | -   | 51    | 23º       |
| 1935    | Scuderia Subalpina | Maserati V8RI                           | -   | -   | -   | -   | -   | NP  | -   | 51    | 23º       |
| 1936    | Squadra            | Vettura                                 | MON | GER | SVI | ITA |     |     |     | Punti | Posizione |
| 1936    | Scuderia Ferrari   | Alfa Romeo 8C 35 Alfa Romeo 12C 36      | Rit |     | Rit | Rit |     |     |     | 26    | 16º       |
| 1937    | Squadra            | Vettura                                 | BEL | GER | MON | SVI | ITA |     |     | Punti | Posizione |
| 1937    | Scuderia Ferrari   | Alfa Romeo 12C 36                       |     | Rit | 6   | Rit | Rit |     |     | 28    | 10º       |
| 1938    | Squadra            | Vettura                                 | FRA | GER | SVI | ITA |     |     |     | Punti | Posizione |
| 1938    | Alfa Corse         | Alfa Romeo Tipo 312 Alfa Romeo Tipo 316 |     | Rit | 5   | 2   |     |     |     | 21    | 8º        |
| 1939    | Squadra            | Vettura                                 | BEL | FRA | GER | SVI |     |     |     | Punti | Posizione |
| 1939    | Pilota privato     | Alfa Romeo Tipo 316                     | Rit | -   | -   | -   | -   | -   | -   | 25    | 13º       |
| 1939    | Alfa Corse         | Alfa Romeo 158                          | -   | -   | 7   | -   | -   | -   | -   | 25    | 13º       |
| Legenda |                    |                                         |     |     |     |     |     |     |     |       |           |

### Gran Premi di automobilismo
| 1946    | Scuderia                   | Vettura          | FRA | SVI | ITA |     |     | Posizione |
| ------- | -------------------------- | ---------------- | --- | --- | --- | --- | --- | --------- |
| 1946    | Alfa Corse                 | Alfa Romeo 158   | Rit | 1   | Rit |     |     | 8º        |
| 1948    | Scuderia                   | Vettura          | MON | SVI | FRA | ITA | GBR | Posizione |
| 1948    | Pilota privato             | Maserati 4CLT    | 1   | Rit | -   | -   | -   | 3º        |
| 1948    | Scuderia Ferrari           | Ferrari 125 F1   | -   | -   | -   | Rit | -   | 3º        |
| 1949    | Scuderia                   | Vettura          | GBR | BEL | SVI | FRA | ITA | Posizione |
| 1949    | Pilota privato             | Maserati 4CLT/48 | -   | Rit | Rit | -   | -   | 13º       |
| 1949    | Automobiles Talbot-Darracq | Talbot-Lago T26C | -   | -   | -   | Rit | -   | 13º       |
| 1949    | Scuderia Milano            | Maserati 4CLT/48 | -   | -   | -   | -   | Rit | 13º       |
| Legenda |                            |                  |     |     |     |     |     |           |

### Campionato mondiale vetture sport
| 1953 | Scuderia         | Vettura                       | Stati Uniti (bandiera) | Italia (bandiera)      | Francia (bandiera) | Belgio (bandiera)  | Germania Ovest (bandiera) | Regno Unito (bandiera) | Messico (bandiera) |
| ---- | ---------------- | ----------------------------- | ---------------------- | ---------------------- | ------------------ | ------------------ | ------------------------- | ---------------------- | ------------------ |
| 1953 | Scuderia Ferrari | Ferrari 340 MM Ferrari 375 MM |                        | Rit                    | Rit                | 1                  | 1                         |                        |                    |
| 1954 | Scuderia         | Vettura                       | Argentina (bandiera)   | Stati Uniti (bandiera) | Italia (bandiera)  | Francia (bandiera) | Regno Unito (bandiera)    | Messico (bandiera)     |                    |
| 1954 | Scuderia Ferrari | Ferrari 375 Plus              | 1                      |                        | Rit                |                    |                           |                        |                    |

### 24 Ore di Le Mans
| Anno | Classe | N° | Gomme | Vettura                               | Squadra          | Co-piloti     | Giri | Pos. Assol. | Pos. di Classe |
| ---- | ------ | -- | ----- | ------------------------------------- | ---------------- | ------------- | ---- | ----------- | -------------- |
| 1953 | S 5.0  | 14 | P     | Ferrari 340 MM Coupé Ferrari 4.1L V12 | Scuderia Ferrari | Mike Hawthorn | 12   | SQ          | SQ             |

### Carrera Panamericana
| Anno    | Scuderia           | Costruttore | Vettura                   | Numero | Categoria | Classe | Co-Pilota  | Giri | Risultato di classe | Risultato assoluto |
| ------- | ------------------ | ----------- | ------------------------- | ------ | --------- | ------ | ---------- | ---- | ------------------- | ------------------ |
| 1952    | Scuderia Guastella | Ferrari     | Ferrari 340 Mexico Spyder | -      | Sport     | S      | Bill Spear | -    | NP                  | NP                 |
| Legenda |                    |             |                           |        |           |        |            |      |                     |                    |

### 1000km del Nürburgring
| Anno    | Scuderia | Costruttore | Vettura                       | Numero | Categoria | Classe | Co-Pilota      | Giri | Risultato di classe | Risultato assoluto |
| ------- | -------- | ----------- | ----------------------------- | ------ | --------- | ------ | -------------- | ---- | ------------------- | ------------------ |
| 1953    | Ferrari  | Ferrari     | Ferrari 375 MM Vignale Spyder | 1      | Sport     | S +2.0 | Alberto Ascari | 44   | 1º                  | 1º                 |
| Legenda |          |             |                               |        |           |        |                |      |                     |                    |

### Mille Miglia
| Anno    | Scuderia           | Costruttore | Vettura                                    | Numero | Categoria | Classe    | Co-pilota          | Risultato di classe | Risultato assoluto |
| ------- | ------------------ | ----------- | ------------------------------------------ | ------ | --------- | --------- | ------------------ | ------------------- | ------------------ |
| 1934    | Scuderia Subalpina | Alfa Romeo  | Alfa Romeo 6C 1750                         | 34     | Turismo   | T 2.0     | Luigi Della Chiesa | Rit                 | Rit                |
| 1936    | Ferrari            | Alfa Romeo  | Alfa Romeo 8C 2900 A                       | 82     | ?         | +2.0c     | Stefano Meazza     | 2º                  | 2º                 |
| 1937    | Ferrari            | Alfa Romeo  | Alfa Romeo 8C 2900 A spider "botticella"   | 144    | Sport     | S +2.0    | Stefano Meazza     | 2º                  | 2º                 |
| 1938    | Alfa Corse         | Alfa Romeo  | Alfa Romeo 8C 2900 B MM Spider Touring     | 141    | Sport     | S 3.s/4.5 | Stefano Meazza     | Rit                 | Rit                |
| 1940    | Alfa Corse         | Alfa Romeo  | Alfa Romeo 6C 2500 tipo 256 Spider Touring | 84     | ?         | 3.0       | Paride Mambelli    | 1º                  | 2º                 |
| 1953    | Ferrari            | Ferrari     | Ferrari 340 MM Touring                     | 615    | Sport     | S +2.0    | Luigi Parenti      | Rit                 | Rit                |
| 1954    | Ferrari            | Ferrari     | Ferrari 375 Plus                           | 606    | Sport     | S +2.0    | Luigi Parenti      | Rit                 | Rit                |
| Legenda |                    |             |                                            |        |           |           |                    |                     |                    |

### AAA/USAC Championship Car
| Anno | Squadra                | Telaio                  | Motore                   | 1       | 2     | 3   | 4       | 5   | 6   | 7   | 8   | 9   | 10  | 11  | 12  | 13  | Punti | Posizione |
| ---- | ---------------------- | ----------------------- | ------------------------ | ------- | ----- | --- | ------- | --- | --- | --- | --- | --- | --- | --- | --- | --- | ----- | --------- |
| 1936 | Scuderia Ferrari       | Alfa Romeo 8C-35        | Alfa Romeo               | INDY    | GOS   | SYR | WES Rit |     |     |     |     |     |     |     |     |     | 220   | NC        |
| 1937 | Scuderia Ferrari       | Alfa Romeo 8C-35        | Alfa Romeo               | INDY    | WES 5 | SYR |         |     |     |     |     |     |     |     |     |     | 3000  | 12º       |
| 1952 | Pilota privato         | Ferrari                 | Ferrari                  | INDY WD | MIL   | RAL | SPR     | MIL | DET | DUQ | PIK | SYR | DNC | SJS | PHX |     | 0     | -         |
| 1956 | Ferrari Bardahl        | Ferrari Bardahl Special | Ferrari                  | INDY NQ | MIL   | LAN | DAR     | ATL | SPR | MIL | DUQ | SYR | ISF | SAC | PHX |     | 0     | -         |
| 1957 | Giuseppe Farina Racing | Kurtis Kraft 500D       | Kurtis Kraft-Offenhauser | INDY NQ | LAN   | MIL | DET     | ATL | SPR | MIL | DUQ | SYR | ISF | TRE | SAC | PHX | 0     | -         |

WD Si è ritirato durante delle qualifiche.

## Statistiche e record
Note PP=pole position, GV=giro veloce.
| Anno             | Campionato mondiale | Scuderia         | Gare | PP | GV | Vittorie | Podi | Ritiri | Punti  | Posizione |
| ---------------- | ------------------- | ---------------- | ---- | -- | -- | -------- | ---- | ------ | ------ | --------- |
| 1950             | Formula 1           | Alfa Romeo       | 6    | 2  | 3  | 3        | 3    | 2      | 30     | 1º        |
| 1951             | Formula 1           | Alfa Romeo       | 7    | 0  | 2  | 1        | 4    | 3      | 19     | 4º        |
| 1952             | Formula 1           | Ferrari          | 7    | 2  | 0  | 0        | 4    | 2      | 24     | 2º        |
| 1953             | Formula 1           | Ferrari          | 8    | 0  | 0  | 1        | 5    | 2      | 26     | 3º        |
| 1953             | Sport               | Ferrari          | 4    | 0  | 1  | 2        | 2    | 1      | -      | -         |
| 1954             | Formula 1           | Ferrari          | 2    | 1  | 0  | 0        | 1    | 1      | 6      | 8º        |
| 1954             | Sport               | Ferrari          | 2    | 0  | 0  | 1        | 1    | 1      | -      | -         |
| 1955             | Formula 1           | Ferrari          | 3    | 0  | 0  | 0        | 3    | 0      | 10,33  | 5º        |
| Totale Formula 1 | Totale Formula 1    | Totale Formula 1 | 33   | 5  | 5  | 5        | 20   | 10     | 115,33 |           |
| Totale Sport     | Totale Sport        | Totale Sport     | 6    | 0  | 1  | 3        | 3    | 2      | -      |           |
| Totale           | Totale              | Totale           | 39   | 5  | 6  | 8        | 23   | 12     | 115,33 |           |